# Люком Олена Михайлівна
Олена Михайлівна Люком - радянська балерина, Заслужена артистка РРФСР (1925), Заслужена діячка культури РРФСР (1960).

## Біографія
Олена Люком народилася 23 квітня 1891 року в Санкт-Петербурзі в сім'ї бухгалтера.